# Frank Ockert
Frank Ockert (* 8. November 1968 in Elztal) ist ein ehemaliger deutscher Fußballspieler.

## Karriere
Frank Ockert kam 1984 vom SV Dallau zum SV Waldhof Mannheim. Unter Trainer Felix Latzke kam Ockert 1988 zu sieben Einsätzen in der Bundesliga. Nach der Saison trennten sich die Wege, der Abwehrspieler ging zum FC 08 Homburg in die 2. Bundesliga. In der Saison 1988/89 belegte er mit den Saarländern Platz zwei hinter Fortuna Düsseldorf und stieg auf. Wie in der Aufstiegssaison war er auch in der Bundesliga nur Ergänzungsspieler. Unter Trainer Josef Stabel debütierte er im Dezember 1989 bei der 1:3-Niederlage gegen den FC Bayern München in der deutschen Eliteklasse, als er wenige Minuten vor Abpfiff Thomas Gerstner ersetzte. Bis zum Saisonende bestritt er sechs Erstligaspiele, es folgte der sofortige Abstieg des Klubs. Ockert spielte noch ein Jahr in der zweiten Liga für den Verein, nach 22 Saisoneinsätzen zog es ihn weiter zum FV 09 Weinheim, wo er ein Jahr blieb. Danach folgten 48 Spiele für seinen neuen Arbeitgeber, den VfL Wolfsburg in der 2. Bundesliga.
Ab 1994 bemühte sich Ockert beim SSV Ulm 1846 an der Seite von Thomas Tuchel, Philipp Laux, Sascha Rösler, Matthias Fritz und Klaus Perfetto um den Wiederaufstieg in die Zweitklassigkeit. Unter den Trainern Paul Sauter und Martin Gröh war er jeweils Stammspieler in der Defensive. Nach drei Jahren in der Regionalliga Süd von Ralf Rangnick aussortiert, wechselte er zum SB Heidenheim. Im Sommer 1999 schloss er sich dem FV Biberach in der Oberliga Baden-Württemberg an, beendete dort aber nach wenigen Wochen im September seine aktive Laufbahn.
Später kehrte Ockert zum SSV Ulm zurück. Beim mittlerweile im Profifußball antretenden Klub war er als Sicherheitsbeauftragter tätig, im April 2001 ging er jedoch zum Karlsruher SC. Dort arbeitete er als Fanbeauftragter.
Seit 1995 ist Ockert als Eventmanager tätig.